# Ezequiel Castaño
Ezequiel Castaño (ur. 4 grudnia 1981 r.) – argentyński aktor telewizyjny, teatralny i filmowy.
Od dzieciństwa był zainteresowany aktorstwem, bardzo lubił także piłkę nożną. Swoją pierwszą rolę telewizyjną zagrał mając 14 lat. W telenoweli Telefe Chiquititas (1995-98) wystąpił jako Cristian 'Mosca' i wykonał balladę zawartą w ścieżce dźwiękowej - piosenkę "El Beso" (Pocałunek). Później w telenoweli Telefe Miłość dla gry (Botineras, 2009-2010) zagrał homoseksualnego Lalo, który spotyka się z najlepszym piłkarzem Cristianem "Chiqui" Floresem (Nicolás Cabré).

## Filmografia

### Seriale TV
- 1995-98: Chiquititas jako Cristian 'Mosca'
- 1999-2000: Lato '98 (Verano del '98) jako Lucio Herrera
- 2002: Franco Buenaventura, nauczyciel (Franco Buenaventura, el profe)
- 2004: Floricienta
- 2004: Los Roldán
- 2007: Prawie anioły (Casi Ángeles) jako Alberto "Albertito" Paulazzo
- 2008: Pod jednym dachem (Aquí no hay quien viva) jako Carlitos Guerra
- 2009-2010: Randka w ciemno (Ciega a citas) jako Santiago Ugly
- 2009-2010: Miłość dla gry (Botineras) jako Lalo
- 2011: Poobijany (Maltratadas)
- 2013: Mala